# رامان (ماهنامه)
ماهنامه رامان یک ماهنامه کردی است، که پنجم هر ماه میلادی به چاپ می‌رسد. رامان از جمله معروفترین مجلات کردی است و کسانی چون جلال ملکشاه، عبدالله پشیو، فرهاد پیربال و حکیم ملا صالح به انتشار اشعار و مقالات خود در آن پرداخته‌اند.
دفتر مجله در شهر اربیل در کردستان عراق واقع است.
موضوع عمدهٔ مقالات رامان ادبیات کردی است.
اولین شماره این مجله در سال ۱۹۹۵ به چاپ رسید و از سال ۲۰۰۴ به صورت اینترنتی قابل دسترسی است.